# Liutgard von Sachsen

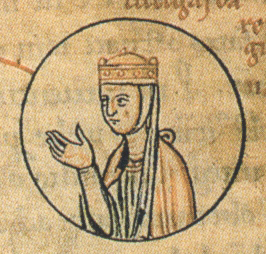
Liutgard von Sachsen in der Verwandtschaftstafel der Ottonen (12. Jahrhundert)

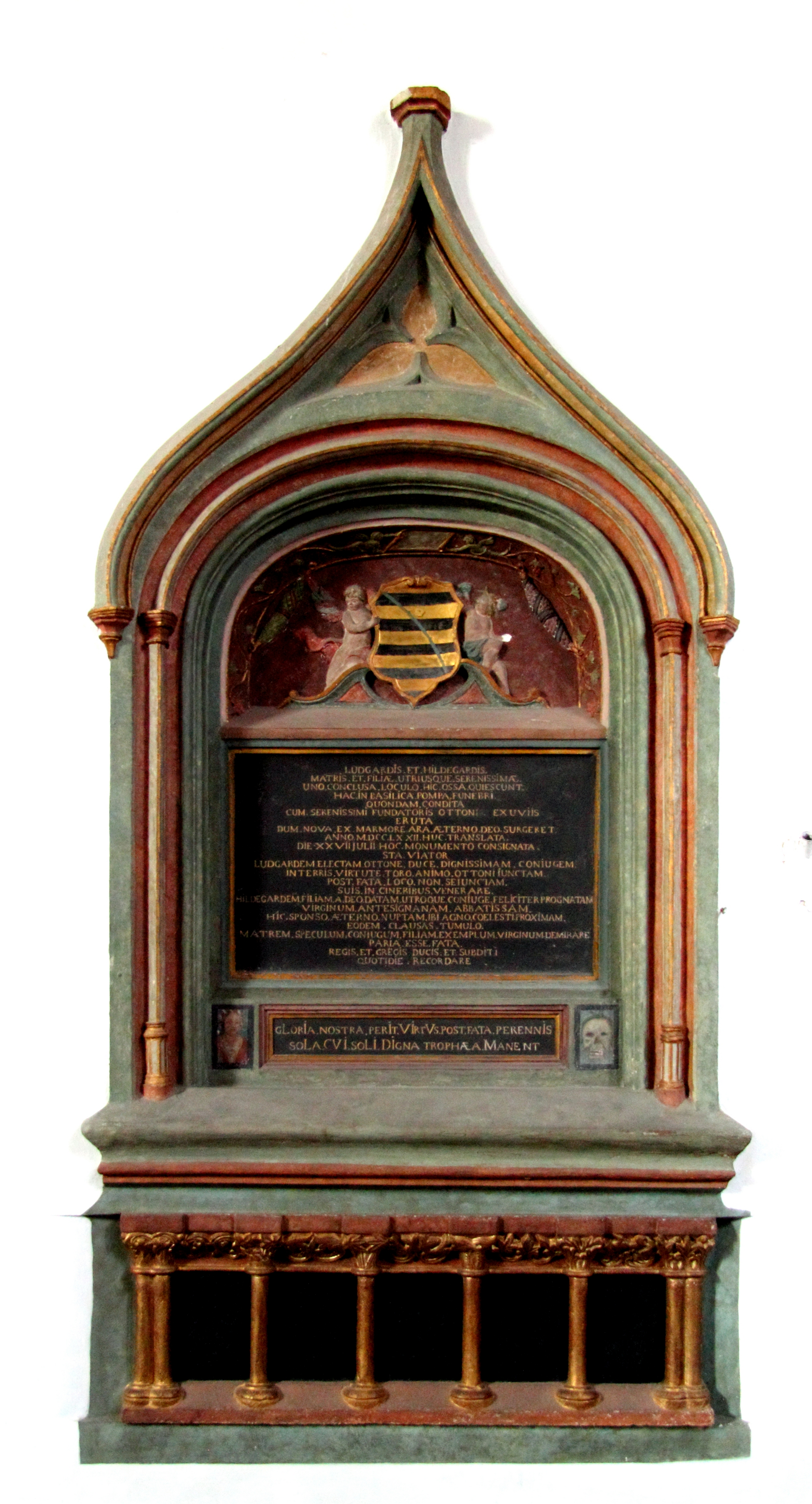
Epitaph von Liutgard und ihrer Tochter in der Stiftskirche St. Peter und Alexander (Aschaffenburg)

Liutgard von Sachsen (* um 845; † 30. November 885 in Aschaffenburg) war die Gemahlin des ostfränkischen Königs Ludwig III.
Sie wurde um 845 als Tochter des sächsischen Grafen Liudolf (* 805–820, † 12. März 866) und dessen Gemahlin Oda Billung (* 805–806, † 17. Mai 913) geboren. Liutgards Großvater väterlicherseits war Graf Bruno von Sachsen, Herr von Herzfeld (* um 786, † vor 844).
Am 29. November 874 wurde sie in Aschaffenburg mit dem ostfränkischen König Ludwig III. dem Jüngeren verheiratet. Nach dessen Tod 882 heiratete sie Burchard von Schwaben. Sie wurde in Aschaffenburg beigesetzt.

## Nachkommen
Aus der Ehe mit König Ludwig III.:
- Ludwig (* 877–† 879)
- Hildegard (* 879–† 899), Nonne im Kloster Frauenchiemsee

Aus der Ehe mit Burchard von Schwaben:
- Burchard II (* 883/884–† 926)
- Udalrich (* 884/885–† 30. September ???)